# دولة بني حاتم
الدولة الحاتمية الهمدانية أو دولة بني حاتم هي دولة حكمت أجزاء من اليمن في الفترة 494 – 569 هـ/ 1101 – 1174م أي ما يقرب من 76 عاماً، ونشأت الدولة بعد موت آخر سلاطين الدولة الصليحية وتداول الحكم فيها ثلاث أسر همدانية من قبيلة يام الحاشدية وهي:
1. أسرة آل الغشم المغلسي الهمداني (1101 - 1116م).
2. آل قبيب بن الربيع الهمداني (1116 - 1139م).
3. أسرة آل عمران بن الفضل اليامي (1139 - 1174م).

ويعد سلاطين «آل عمران بن الفضل» أشهرَ مَنْ حكم الدولة الهمدانية، إذ أردوا إعادة صياغة خريطة اليمن السياسية، فمنذ تولي حاتم بن أحمد بن عمران اليامي الحكم مد نفوذه إلى كثير من مناطق اليمن حتى بلغ معاقل الإمامة الزيدية، وهو توسع غير مسبوق، وفي عهده ظهر الإمام الزيدي أحمد بن سليمان، وعقب وفاة أروى بنت أحمد الصليحي ملكة الدولة الصليحية، خاض الطرفان حروباً داميةً امتدت نحو عقد من الزمان، لرغبة كل منهما في التوسع على حساب الآخر في المناطق التي كانت تقع تحت نفوذ الصليحيين. وتبعه نجله علي بن حاتم بن أحمد، وكان نهجه السياسي تجاه الإمامة الزيدية مغايراً تماماً لنهج أبيه، ودخلت العلاقات الحاتمية الزيدية طوراً جديداً واتسمت بالود والمؤازرة، غير أن سياسته السلمية لم تحول بينه وبين مواصلة التوسع، فمد نفوذه إلى المناطق الشمالية والشمالية الغربية، حتى انحصر نفوذ الإمام أحمد على صعدة فقط، فكان هذا أقصى توسع بلغته الدولة الحاتمية الهمدانية عبر تاريخها.

## التاريخ
تمامًا مثل السلالة الصليحية الإسماعيلية التي حكمت اليمن، تنحدر الأسر الثلاث من قبيلة همدان. تم نقل العاصمة الصليحية من صنعاء إلى جبلة عام 1088، وعُين عمران بن الفضل حاكمًا للمدينة مع عم الملك أسعد بن شهاب. عندما توفي سبأ بن أحمد الصليحي عام 492هـ/1099م وهو السلطان الثالث من سلاطين الصليحيين، تغلب حاتم بن علي الهمداني على صنعاء وما جاورها وتلقب بلقب السلطان وأطاعته قبائل همدان.
عندما توفي حاتم عام 1109، خلفه ابنه الثاني عبد الله، الذي توفي عام 1111. فتولى أخوه الأصغر معن السلطة. تم عزل معن وسجنه عام 1116 لأنه كان أضعف من أن يفرض سلطته على قبائل همدان الفرعية، من قبل القاضي أحمد نجل الحاكم عمران الذي كان من أقطاب الدولة الصليحية، وقد عينه المكرم بن علي الصليحي والياً على صنعاء وكان شاعراً بليغاً وله في المكرم وأبيه عدة مدائح، وقد قتل في وقعة الكظائم التي دارت بين قوات سبأ بن أحمد الصليحي، وجياش بن نجاح على أبواب زبيد عام 484هـ، فانتقلت السلطة إلى سلالة القتيب، حتى عام 1139.
بقيت صنعاء في أيدي بني حاتم حتى استولى عليها الإمام أحمد بن سليمان عام 532هـ في أيام السلطان حاتم بن أحمد بن عمران، وقد دخل حاتم صنعاء تحت حكم الإمام أحمد بن سليمان وبايع له حسبما جاء في كتب التاريخ. وحاتم هذا أول من أحيا منتزه الروضة شمال صنعاء.
بعد نهاية الحكم الصليحي في اليمن، انقسمت البلاد بين عدد من السلالات الصغيرة المتنافسة. أعيد إحياء الإمامة الزيدية، في شخص المتوكل أحمد بن سليمان. من قاعدته في صعدة سار صوب صنعاء عام 1150 وهزم حاتم بن أحمد، لكنه لم يتمكن من تأمين المدينة. استطاع حاتم الاحتفاظ بمنصبه حتى وفاته عام 1162. تمكن ابنه وخليفته علي بن حاتم من توسيع قاعدة السلطة في شمال اليمن. تناوبت الانتصارات العسكرية مع الهزائم، ولكن في عام 1173 تحالف مع الزريعيين في عدن وتغلب على دولة بني مهدي في تهامة. ومع ذلك، بالكاد عاد علي بن حاتم إلى صنعاء عندما ظهر تهديد خارجي جديد. أرسل صلاح الدين شقيقه توران شاه بجيش إلى جنوب شبه الجزيرة العربية في نفس العام. عندما وصل الأيوبيون إلى ضواحي صنعاء، هرب علي بن حاتم إلى قلعة جبلية، تاركًا صنعاء لتسقط في أيدي الأيوبيين في أغسطس 1174. وبذلك أنتهى حكم بني حاتم في صنعاء. حكم توران شاه اليمن حتى عام 1181. ومع ذلك استمر علي بن حاتم في المقاومة حتى عام 1197. في نفس العام، بويع للإمام الزيدي الجديد المنصور عبد الله.

## قائمة الحكام
| م | الحاكم                           | بداية | نهاية |
| - | -------------------------------- | ----- | ----- |
| 1 | حاتم بن علي الهمداني             | 1099  | 1109  |
| 2 | عبد الله بن حاتم بن علي الهمداني | 1109  | 1111  |
| 3 | معن بن حاتم بن علي الهمداني      | 1111  | 1116  |
| 4 | هشام بن القتيب                   | 1116  | 1124  |
| 5 | حماس بن القتيب                   | 1124  | 1132  |
| 6 | حاتم بن أحمد بن عمران اليامي     | 1139  | 1162  |
| 7 | علي بن حاتم بن أحمد              | 1162  | 1174  |